# Yumi Watanabe
Yumi Watanabe (渡邊 由美, Watanabe Yumi, 2 juli 1970) is een voormalig Japans voetbalster.

## Carrière
Watanabe speelde onder meer voor Fujita Tendai SC Mercury.
Zij nam met het Japans vrouwenvoetbalelftal deel aan de Wereldkampioenschappen vrouwenvoetbal in 1991, maar kwam tijdens dit toernooi niet in actie. Japan werd uitgeschakeld in de groepsfase met de Brazilië, Zweden en Verenigde Staten.

## Statistieken
| Japans vrouwenvoetbalelftal | Japans vrouwenvoetbalelftal | Japans vrouwenvoetbalelftal |
| Jaar                        | Wed.                        | Dlp.                        |
| --------------------------- | --------------------------- | --------------------------- |
| 1988                        | 2                           | 0                           |
| 1989                        | 9                           | 2                           |
| 1990                        | 6                           | 0                           |
| 1991                        | 2                           | 0                           |
| Totaal                      | 19                          | 2                           |